# Харт, Герберт
Герберт Лайонел Адольфус Харт (18 июля 1907 — 19 декабря 1992) — английский философ и теоретик права, заведующий кафедрой юриспруденции Оксфордского университета. Считался одним из наиболее видных представителей аналитической теории права и юридического позитивизма. Наиболее известная работа Г. Харта — The Concept of Law (1961).

## Биография
Герберт Харт родился 18 июля 1907 года в английском городке Харрогит; происходил из семьи еврейского портного. Образование получил в Брэдфорской гимназии и колледжах Челтнема и Оксфорда, в которых изучал философию, древнюю историю и теорию права.
С 1932 по 1940 годы работал адвокатом, в годы Второй мировой войны служил в британской контрразведке MI5. После демобилизации не вернулся к юридической практике, а начал преподавать философию в Оксфорде, получив в 1952 году звание профессора и тогда же начав работу над своим главным трудом The Concept of Law, который был опубликован только в 1961 году.
В 1952—1973 годах преподавал в Университетском колледже, затем, до своей отставки в 1978 году, — в Брайсеноуском колледже.
На рубеже 1950-х — 1960-х в качестве приглашённого профессора преподавал философию в нескольких университетах США.
С 1959 по 1960 годы был президентом Аристотелевского общества. За свой вклад в философию права был награждён почётными профессорскими степенями от 12 университетов мира.
Герберт Харт умер 19 декабря 1992 года в городе Оксфорд.

### На русском языке

#### Книги
- Харт Г. Л. A. Право, свобода и мораль / пер. с англ. С. Моисеева. — М.: Издательство Института Гайдара, 2020. — 136 с. — ISBN 978-5-93255-561-3.

#### Статьи
- Харт Г. Л. А. Сказка логика // Вестник Томского государственного университета. Философия. Социология. Политология : журнал  / пер. с англ. В. В. Оглезнева под ред. В. А. Суровцева. — 2009. — № 4 (8). — С. 123-135. — ISSN 1998-863X.
- Харт Г. Л. А. Приписывание ответственности и прав // Известия высших учебных заведений. Правоведение : журнал  / пер. с англ.  В. В. Оглезнева под ред. В. А. Суровцева. — 2010. — № 5 (292). — С. 116-135. — ISSN 0131-8039.
- Харт Г. Л. А. Самореферентные законы // Известия высших учебных заведений. Правоведение : журнал  / пер. с англ. А. А. Краевского. — 2012. — № 3 (302). — С. 44-52. — ISSN 0131-8039.
- Харт Г. Л. А. Философия права и юриспруденция в Великобритании (1945-1952) // Известия высших учебных заведений. Правоведение : журнал  / пер. с англ.  В. В. Оглезнева, В. А. Суровцева. — 2015. — № 5 (322). — С. 194-205. — ISSN 0131-8039.
- Харт Г. Л. А. Небеса понятий Иеринга и современная аналитическая юриспруденция // Вестник Томского государственного университета. Философия. Социология. Политология : журнал  / пер. с англ. В. В. Оглезнева, В. А. Суровцева. — 2021. — № 63. — С. 247-257. — ISSN 1998-863X.